# Aloe pluridens
Aloe pluridens ist eine Pflanzenart der Gattung der Aloen in der Unterfamilie der Affodillgewächse (Asphodeloideae). Das Artepitheton pluridens leitet sich von den lateinischen Worten pluri für ‚viel‘ sowie dens für ‚Zahn‘ ab und verweist auf die zahlreichen Zähne an den Blättern der Art.

## Beschreibung

### Vegetative Merkmale
Aloe pluridens wächst stammbildend und verzweigend. Der aufrechte Stamm erreicht eine Länge von bis zu 5 Metern. Die 30 bis 40 lanzettlich-sichelförmigen Laubblätter bilden dichte Rosetten. Die hellgrüne bis gelblich grüne, undeutlich linierte Blattspreite ist 60 bis 70 Zentimeter lang und 5 bis 6 Zentimeter breit. Die weißen oder hellrosafarbenen Zähne am schmalen, weißen, knorpeligen Blattrand sind 2 bis 3 Millimeter lang und stehen 5 bis 10 Millimeter voneinander entfernt.

### Blütenstände und Blüten
Der Blütenstand besteht aus bis zu vier Zweigen und erreicht eine Länge von 80 bis 100 Zentimeter. Die dichten, konischen Trauben sind 25 bis 30 Zentimeter lang und 9 bis 10 Zentimeter breit. Die weißen, eiförmig-spitzen Brakteen weisen eine Länge von etwa 20 Millimeter auf und sind 10 bis 12 Millimeter breit. Die lachsrosafarbenen bis trüb scharlachroten Blüten stehen an 30 bis 35 Millimeter langen Blütenstielen. Die Blüten sind 40 bis 45 Millimeter lang und an ihrer Basis gerundet. Oberhalb des Fruchtknotens sind die Blüten leicht verengt und dann zur Mündung erweitert. Ihre äußeren Perigonblätter sind nicht miteinander verwachsen. Die Staubblätter und der Griffel ragen 3 bis 5 Millimeter aus der Blüte heraus.

### Genetik
Die Chromosomenzahl beträgt {\displaystyle 2n=14}.

## Systematik und Verbreitung
Aloe pluridens ist in den südafrikanischen Provinzen Ostkap und KwaZulu-Natal in Buschwerk auf Berghängen in Höhen von bis zu 500 Metern verbreitet. 
Die Erstbeschreibung durch Adrian Hardy Haworth wurde 1824 veröffentlicht.
Folgende Taxa wurden als Synonym in die Art einbezogen: Aloe atherstonei Baker (1880) und Aloe pluridens var. beckeri Schönland (1903).

## Nachweise